# Darów
Darów – osada w Polsce w województwie podkarpackim, w powiecie krośnieńskim, w gminie Jaśliska. Wieś prawa wołoskiego w latach 1501–1550, położona w ziemi sanockiej województwa ruskiego, w drugiej połowie XVII wieku należała do tenuty Besko starostwa sanockiego. Wieś została zniszczona w 1946.
Do 31 grudnia 2016 miejscowość należała do gminy Komańcza w powiecie sanockim w tymże województwie.

## Geografia

### Położenie
Darów znajduje się we wschodniej części Beskidu Niskiego nad Darowskim Potokiem – prawym dopływem Wisłoka. Osada oddalona jest o 88 km od Rzeszowa, 37 km od Sanoka i 33 km od Komańczy. Najbliższy urząd pocztowy znajdował się w Bukowsku (12 km), a stacja kolejowa w Besku (18,5 km). Obecnie 5 km na południe od Darowa przebiega droga wojewódzka nr 897 z Tylawy do Wołosatego.
Północną granicę wsi stanowi grzbiet Pasma Bukowicy, którego najwyższym wzniesieniem jest Zrubań, będący zarazem punktem triangulacyjnym (778 m n.p.m.). W najniższym punkcie wieś położona jest na 440 m n.p.m. Darów graniczył bezpośrednio z Surowicą w miejscu, które określane było mianem Wandyriak (stał tam krzyż przydrożny i dwie lipy) oraz z Wisłokiem Wielkim (na granicy wiosek również stał krzyż przydrożny i dwie lipy). W 1931 wieś zajmowała powierzchnię 9,26 km². Przez miejscowość przebiega utwardzona droga z Moszczańca do Wisłoka Wielkiego.

### Rzeźba terenu i gleba

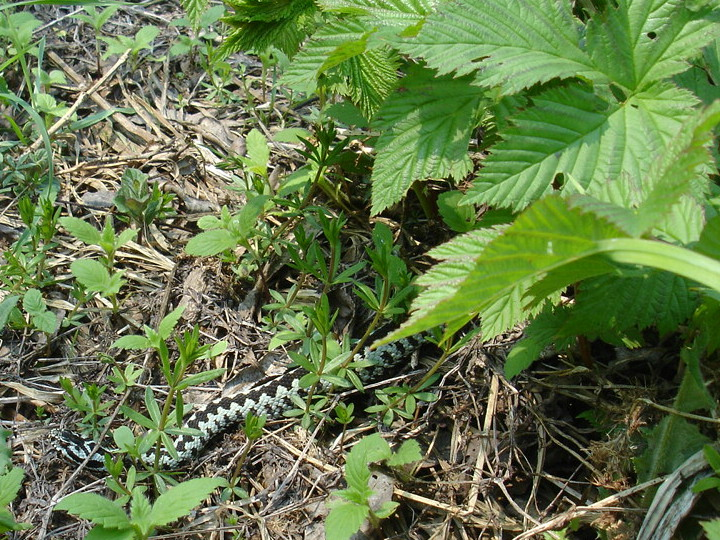
Żmija na terenie Darowa

Wieś o charakterze górskim, gleba jałowa. Obecnie w większości teren porośnięty przez drzewostan Leśnictwa Darów. Zachowały się pojedyncze drzewa owocowe na terenie dawnych gospodarstw. Północne fragmenty wsi leżą obecnie na terenie rezerwatu Bukowica.

## Administracja
Darów należy administracyjnie do gminy Komańcza, w powiecie sanockim, w województwie podkarpackim.
Miejscowość była początkowo wsią królewską, klucz beski, lokowana w 1559 za Mikołaja Cikowskiego z Wojsławic, kasztelana żarnowskiego i starosty sanockiego. Nazwa Darów po raz pierwszy w źródłach pojawia się w 1565. W 1765 r. wójtem był szlachcic Stefan Ostrowski. Po 1772 r. dobra kameralne rządu austriackiego. W 1811 r. wójtostwo to nabył Ignacy Urbański. Po nim w 1842 właścicielem wsi został Franciszek Urbański z Haczowa. W połowie XIX wieku właścicielem posiadłości tabularnej w Darowie był Ksawery Urbański. W 1880 Darów był własnością Ludwika Tomanka, aptekarza ze Lwowa. W 1911 właścicielem tabularnym był Kazimierz Rodkiewicz, posiadający 121 ha.
W latach 1920–1939 w województwie lwowskim w powiecie sanockim, w latach 1939–1944, w dystrykcie krakowskim, w latach 1944–1975 w województwie rzeszowskim, w latach 1975–1998 w województwie krośnieńskim, w latach 1999–2016 w województwie podkarpackim w powiecie sanockim, od 2017 w powiecie krośnieńskim.

## Toponimia
Nazwa wsi być może pochodzi od przydomka "dar". Istnieje również legenda przekazywana przez miejscowych, mówiąca o bogatym właścicielu, który podarował chłopom ziemię, na której wybudowali wioskę i pamiętając o geście szlachcica nazwali ją Darów. Jedna z hipotez mówi również o tym, że Darów, podobnie jak Moszczaniec i Jasiel, przyjął nazwę od potoku, który tamtędy przepływał.

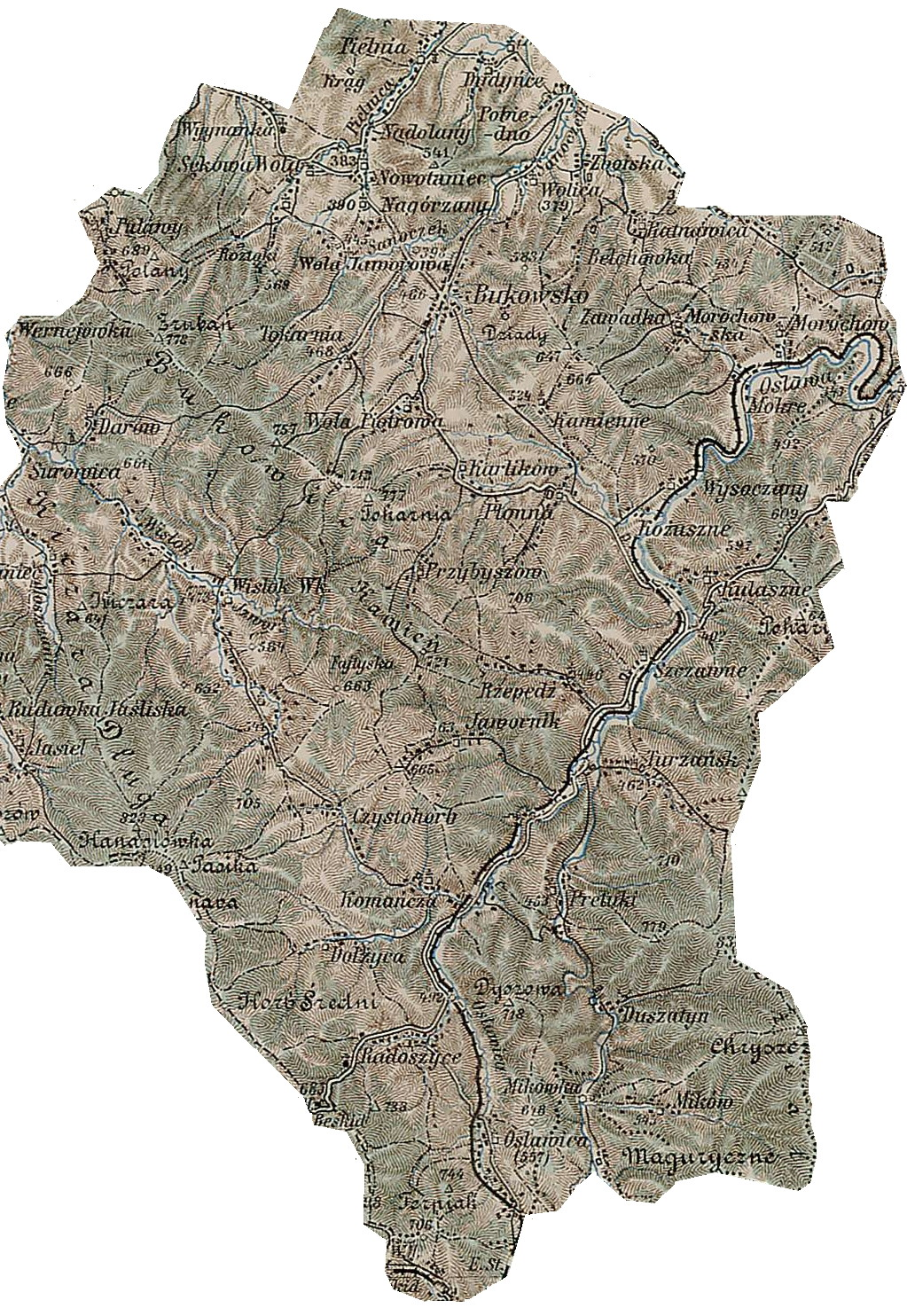
Historyczny zasięg parafii rzymskokatolickiej w Nowotańcu: Nowotaniec, Nadolany, Wygnanka, Nagórzany, Pielnia, Bukowsko wieś i miasteczko, Bełchówka, Kamienne, Karlików, Płonna, Przybyszów, Wisłok, Moszczaniec, Darów, Puławy, Wola Sękowa, Wola Jaworowa, Radoszyce, Wolica.

## Historia
Wieś należała do parafii łacińskiej w Nowotańcu, natomiast parafia greckokatolicka znajdowała się w Surowicy. Pod koniec XIX w. wieś posiadała 32 domy i 240 mieszkańców. Na początku 1892 dobra Darów i Darów adwokacki nabył od Tannenbaumów naczelnik gminy Bukowsko, Szapse Miller. W 1900 wieś liczyła 244 mieszkańców. Darów należał pod jurysdykcję sądu hrodzkiego w Bukowsku. W 1880 miejscowi chłopi gospodarzyli na 457 morgach, a w 1905 właścicielem 896 ha lasów był Kazimierz Rotkiewicz. Na granicy wsi przy drodze do Wisłoka Wielkiego, na tzw. Wójtostwie, stała karczma. W 1913 gorzelnia stanowiła własność Żyda Samuela Mellera, a do miejscowej parafii należało 15 ha gruntów.
W dwudziestoleciu międzywojennym w Darowie mieściła się Szkoła Podstawowa, w której wieloletnią nauczycielką była Czesława Szczepkowska z d. Słuszkiewicz (1906-1990). We wrześniu 1944 linia frontu sowiecko-niemieckiego przebiegała przez Sanok, Bukowsko, Besko, Wróblik Królewski i Krosno. Natarcie 38 armii, wchodzącej w skład 1 Frontu Ukraińskiego, weszło na tym terenie od strony Bukowska przez Darów na Wisłok Wielki.
Rejon Masnykiwki spłonął jesienią 1944 w czasie działań wojennych. Miejscowość przestała praktycznie istnieć po II wojnie światowej. Mieszkańcy sąsiednich wiosek Surowicy i Polan Surowicznych zostali zmuszeni przez polskich żołnierzy do opuszczenia swoich domostw w kwietniową niedzielę 1946. Darowianie dobrowolnie dołączyli do sąsiadów i w ogromnej większości zostali przesiedleni w okolice Tarnopola, natomiast trzy ostatnie rodziny rok później wyjechały na Ziemie Odzyskane. Latem 1946 opuszczona wieś została spalona przez żołnierzy Wojska Polskiego, ponieważ mogła potencjalnie stanowić bazę dla UPA (oszczędzono jedynie cerkiew).
Obecnie w Darowie znajduje się siedziba leśnictwa Darów, które należy do Nadleśnictwa Rymanów.

### Cerkiew
Pierwsza świątynia została zbudowana prawdopodobnie już w XVIII w. i należała do parafii w pobliskiej Surowicy. W latach dwudziestych XX w. rozebrano starą cerkiew i w tym samym miejscu w 1927 wybudowano nowy kościół pw. Opieki Najświętszej Bogurodzicy (Pokrowy). Budowla była trójdzielna z trzema dużymi hełmami osadzonymi na ośmiobocznych tamburach. W latach trzydziestnych XX w. przed wejściem do kościoła postawiono dzwonnicę na podmurówce. Świątynia stała w niecce wrzynającej się w zbocza kotliny. Cerkiew została opuszczona w 1946, a z materiału, który został pozyskany z rozebranego budynku wzniesiono dom ludowy w Sieniawie. Elementy wyposażenia cerkwi (ornamenty późnobarokowe) znajdują się od 1949 w ołtarzu kościoła pw. św. Mikołaja w Nowotańcu.

## Ludność
Wieś zamieszkują obecnie pracownicy Leśnictwa Darów i ich rodziny.
Miejscowość przed II wojną światową podzielona była na przysiółki, których nazwy wywodziły się od zamieszkujących tam rodów: Hrybiwka, Dawidiwka, Masnykiwka i Skircykiwka.
| Rok  | liczba domów | liczba osób |
| 1627 | b.d.         | 6           |
| 1665 | b.d.         | 2           |
| 1785 | b.d.         | 143         |
| 1900 | 37           | 244         |
| 1931 | 48           | 321         |

| Rok  | liczba parafian                       |
| 1785 | 130                                   |
| 1879 | 235                                   |
| 1890 | 260                                   |
| 1894 | 262                                   |
| 1912 | 1303 (razem z Surowicą i Moszczańcem) |
| 1928 | 300                                   |

## Cmentarz
Darowska nekropolia została założona w pobliżu cerkwi przed 1784. Do czasu likwidacji miejscowości pochowano tam ponad 850 osób.
Cmentarz przez dziesięciolecia porosły drzewa i krzewy. Dopiero w latach 2001–2002 Szymon Modrzejewski, razem z przedstawicielami "Stowarzyszenia Magurycz”, doprowadził do całkowitego oczyszczenia nekropolii z krzaków. W zaroślach odnaleziono trzy zachowane nagrobki, które odrestaurowano i ustawiono na placu cmentarnym. Na cmentarzu rosną stuletnia lipa i świerk, a przez jego teren prowadziła przez pewien czas droga, tzw. stokówka. W 2008 na koszt Lasów Państwowych wynajęty geodeta wyznaczył na nowo granice cmentarza i został on ogrodzony żerdziami. Nad całością czuwał miejscowy leśniczy Jerzy Miliszewski, który bardzo zaangażował się w pielęgnowanie pamięci o wiosce i jej dawnych mieszkańcach. Od 2013 znajduje się tam czwarty, współcześnie postawiony, nagrobek osób pochowanych w latach 1791–1945.

## Ciekawostki
- Z 7 na 8 września 1957 w Darowie nocował ks. Karol Wojtyła wraz z szesnastoma uczestnikami wędrówki po Beskidzie Niskim i Bieszczadach. Przyszły papież dotarł do wioski 7 września, gdzie przyszedł z Rymanowa-Zdroju przez Wołtuszową, Wisłoczek, Tarnawkę, Puławy Dolne i Wernejówkę. Następnego dnia, 8 września, rano ks. Karol Wojtyła odprawił w Darowie Mszę Świętą i udał się z pozostałymi wędrowcami w dalszą drogę przez Surowicę, Polany Surowiczne i Banię do Daliowej[28].
- Leśniczówka Darów znajduje się, mimo swojej nazwy, już na terenie dawnej wsi Surowica, natomiast w samym Darowie, na pograniczu Skircykiwki i Masnykiwki znajduje się inny budynek Lasów Państwowych – tzw. chatka myśliwska[10].
- W drugiej połowie XIX w. wybudowano nowy kościół w Parafii w Dudyńcach. Fundamenty świątyni wykonano z głazów, które przywieziono tam z Darowa.

## Turystyka[23]
Zabytki
- kilkadziesiąt metrów za skrętem zielonego szlaku w kierunku Działu (665), w pobliżu cerkwiska znajduje się kapliczka – stary krzyż przycierkiewny, o który oparte są pozostałości z krzyża, który umieszczony był na kopule cerkiewnej.
- idąc w górę od miejsca opisanego powyżej, natrafimy na cmentarz, a na nim trzy zabytkowe nagrobki, na dwóch widoczne są daty: 1898 i 1902.
- przy drodze do Surowicy (w dół potoku) kapliczka z krzyżem prawosławnym (z wnęką po figurce św. Mikołaja), która została pieczołowicie przeniesiona podczas poszerzania drogi. W latach minionej epoki był to niezwykle rzadki w tej okolicy przypadek troski o ślady przeszłości.

Szlaki piesze
- Moszczaniec – Surowica – Darów – Puławy Górne – Pastwiska – Besko